# Arnold von Lasaulx
Arnold von Lasaulx (ur. 14 czerwca 1839 w Kastallaun, zm. 25 stycznia 1886 w Bonn) – niemiecki geolog i mineralog, profesor Königliche Universität Breslau.

## Życiorys
Studiował na Uniwersytecie Berlińskim, gdzie w 1865 obronił doktorat, habilitował się jako privatdozent na Uniwersytecie w Bonn w 1868 roku. Wynalazł specjalną soczewkę używaną w mikroskopie polaryzacyjnym. W 1874 został profesorem mineralogii Instytutu Geologii i Paleontologii Uniwersytetu Wrocławskiego i był nim do 1880, gdy przeniósł się na Uniwersytet w Kilonii, a następnie na Uniwersytet w Bonn, gdzie został zatrudniony jako profesor zwyczajny i gdzie pracował do końca życia.
Odkrył w 1872 minerał ardenit (wespół z Bettendorfem) oraz odmianę kwarcu – melanoflogit.

## Publikacje
- Petrographische Studien an den vulkanischen Gesteinen der Auvergne (Stuttgart 1868–71);
- Das Erdbeben von Herzogenrath vom 22. Okt. 1873 (Bonn 1874);
- Das Erdbeben von Herzogenrath vom 24. Juni 1877 (Bonn 1878);
- Elemente der Petrographie(Bonn 1875);
- Über vulkanische Kraft (n. d. Engl. von Mallet, das. 1875);
- Aus Irland, Reiseskizzen und Studien (Bonn 1877);
- Sizilien. Ein geographisches Charakterbild (Bonn 1879);
- Der Ätna, nach Sartorius v. Waltershausens nachgelassenen Manuskripten selbständig herausgegeben, bearbeitet und vollendet (Leipzig 1880);
- Die Bausteine des Kölner Doms (Bonn 1882);
- Einführung in die Gesteinslehre (Berl. 1886); die kleinen Schriften: Irland und Sizilien (Berlin 1883) und

Wie das Siebengebirge entstand (1884).